# Laura Julku
Laura Julku, med artistnamnet Aurora, född 1985 i Tammerfors, Finland, är en finsk reggae- och popsångerska samt låtskrivare. Hon uppträder som soloartist och gör även inhopp i grupper som folkmusikgruppen Damaru Acoustic och roots reggaebandet Temppeli. Hon har en musikerexamen från  Helsingfors pop- & Jazzkonservatorium 2009, och har sedan tonåren haft en kärlek till reggae, världsmusik, soul, jazz, folkmusik och funk. Hon spelar även keyboard och piano. Hon beslutade att ta artistnamnet Aurora 2013, och släppte året därpå sina två första singlar "Eilisen aurinko" och "Se soi" som tog sig till 17:e respektive 21:a plats på finska "Radiolista". Musiken är modern stämningsfylld samhällskommenterande reggae med sångrösten i förgrunden av musikproduktionen, liknande den som Jah9 (Janine Cunningham) gör, liksom svenska Syster Sol. År 2015 släppte hon balladen "Runopoika" och därefter sitt första album – pop- och reggaealbumet Kadotaan kaupunkiin (ungefär "Kadotaan stad"), producerat av Sakke Aalto.
Under studietiden använde Laura artistnamnet Letjay, och var därefter aktiv i, Smoke, ett finskt sound system. Hon spelade piano i The Beautiful Beast-projektet., Dessutom har Laura komponerat musik till "Satunnainen satunainen-julkaisuun", en slags fantasy-/sagouppsättning.

## Diskografi
Singlar
- 2014 – Eilisen aurinko
- 2014 – Se soi
- 2015 – Runopoika

Studioalbum
- 2015 – Kadotaan kaupunkiin (Rokka, Sony Music)